# 北京广播电视台财经频道
北京广播电视台财经频道（BRTV-财经）是北京电视台唯一一套财经频道，也是一个以传播财经知识、解析经济热点、服务北京观众理财为特点的专业财经频道。

## 节目
- 播前乐
- 北京发布
- 首都经济报道
- 数说北京
- 理财
- 财富晚间道
- 经济法眼
- 补空
- 拍宝
- 电视先锋榜
- 农产品现货分析
- 天下财经
- 财富故事
- 财高八斗
- 中国梦
- 北京发布
- 税收天地
- 财经锋汇
- 谁在影响我
- 问鼎世界
- 一周财经综述